# Molde (utensilio de cocina)

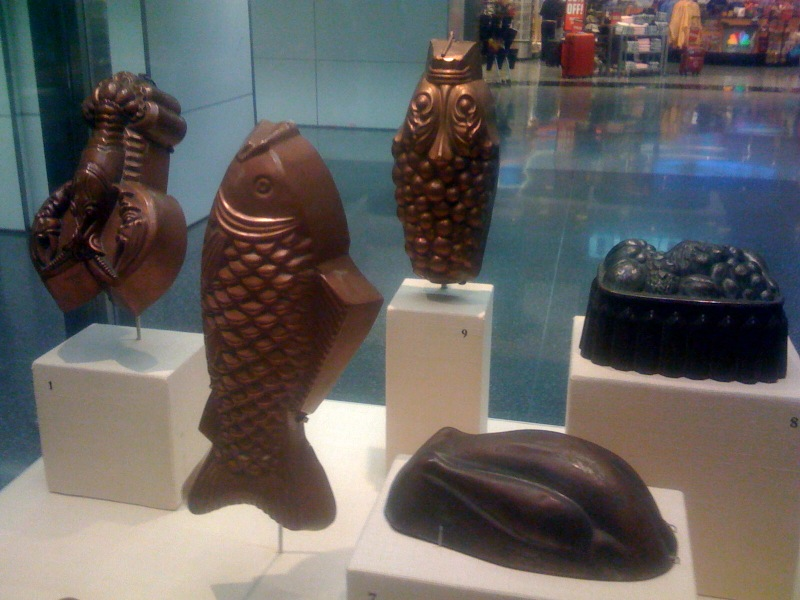
Moldes de finales el y principios del.

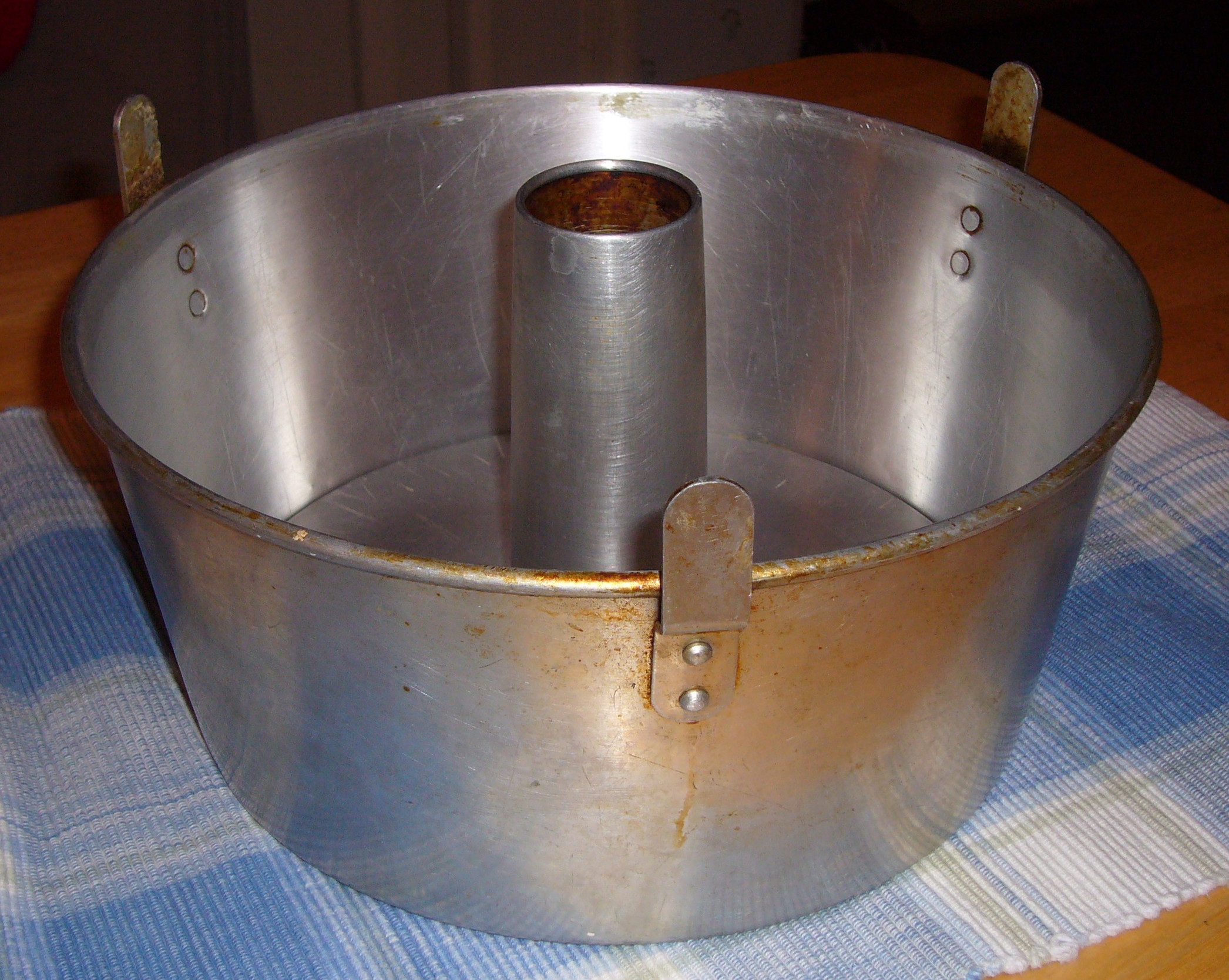
Molde de pastel de ángel

Un molde de cocina  es un recipiente utilizado en diversas técnicas de preparación de alimentos para dar forma al plato acabado.  El término molde también puede referirse a un plato acabado hecho en tal recipiente (por ejemplo, un molde de gelatina).

## Usos
Los moldes se pueden utilizar para una variedad de alimentos:
- Molde de pastelería (por ejemplo, moldes para muffin, bizcocho bundt y pastel de ángel y otros tipos de utensilios para hornear).
- Moldes de gelatina
- Helados y otros postres congelados
- Mousse
- Mantequilla
- Molde desmontable